# Mantius ravidus
Mantius ravidus is een spinnensoort in de taxonomische indeling van de springspinnen (Salticidae).
Het dier behoort tot het geslacht Mantius. De wetenschappelijke naam van de soort werd voor het eerst geldig gepubliceerd in 1899 door Eugène Simon.